# Borgne (Haïti)
Pour les articles homonymes, voir Borgne.
Borgne (Obòy en créole haïtien) est une commune d'Haïti située dans le département du Nord d'Haïti et chef-lieu de l'arrondissement de Borgne. Cette ville a pour saint patron l'archevêque Charles Borromée. La fête patronale se tient le 4 novembre de l'année.
Mais, pour permettre aux résidents et natifs de la ville vivant à l'étranger de se rencontrer et de partager un moment de convivialité, l'année est toujours ponctuée par des activités festives tous les 17 et 18 juillet.

## Démographie
La commune est peuplée de 60 860 habitants(recensement par estimation de 2009).

## Administration
La commune est composée des sections communales de :
| - Petit Bourg de Borgne (dont le quartier « Petit-Bourg ») - Margot - Boucan Michel - Trou d'Enfer | - Champagne - Molas - Côte de Fer - Fond Lagrange |

## Économie
L'économie locale repose sur la culture des bananiers, des orangers, du café du cacao et d'igname
Borgne est également un port de pêche.

## Équipements
La ville possède une bibliothèque et un théâtre.
Dans le village voisin de Fond-la-Grange sur la baie de Fond-la-Grange ou Fond Lagrange, la commune de Borgne possède un hôpital cogéré par une organisation non gouvernementale "H.O.P.E." (Haïti Outreach Pwoje Espwa), et le ministère haïtien de la Santé publique (M.S.P.P.).